# Фаллон (индейская колония)
Фаллон (англ. Fallon Paiute-Shoshone Colony) — индейская колония северных пайютов и западных шошонов, расположенная в западно-центральной части штата Невада, США.

## История
Индейская колония Фаллон была основана в 1887 году, а 30 апреля 1908 года племя фаллон, образованное из групп северных пайютов и западных шошонов, было признано на федеральном уровне. Племенем управляет совет из семи человек. Кроме колонии, племя владеет резервацией Фаллон.

## География
Колония состоит из четырёх несмежных участков. Три участка расположены на территории города Фаллон в центральной части округа Черчилл, ещё один — близ города Фернли, на севере округа Лайон. Общая площадь колонии, включая трастовые земли (0,205 км²), составляет 0,433 км². Штаб-квартира племени находится в городе Фаллон.

## Демография
Согласно федеральной переписи населения 2020 года в колонии проживало 98 человек, насчитывалось 57 домашних хозяйств и 45 жилых домов. Средний возраст, проживающих в резервации, составлял 48,3 года. Средний доход на одно домашнее хозяйство в индейской колонии составлял 19 653 доллара США. Около 54,3 % всего населения находились за чертой бедности, в том числе 79,4 % тех, кому ещё не исполнилось 18 лет, и 21,2 % старше 65 лет.
Расовый состав распределился следующим образом: белые — 8 чел., афроамериканцы — 0 чел., коренные американцы (индейцы США) — 79 чел., азиаты — 0 чел., океанийцы — 0 чел., представители других рас — 0 чел., представители двух или более рас — 11 человек; испаноязычные или латиноамериканцы любой расы составили 5 человек. Плотность населения составляла 226,3 чел./км².

## Комментарии
1. ↑  В состав колонии входит часть населённого пункта.